# Titanic (gruppo musicale)

## Storia del gruppo
Il gruppo si è formato ad Oslo in Norvegia nel 1969. I suoi membri erano Kenny Aas (organo e basso), Kjell Asperud (percussioni e voce), John Lorck (batteria), Janne Løseth (chitarra e voce) Roy Robinson (cantante) e John Williamson (basso). Janne Løseth era il cantante principale della band e Roy Robinson si occupava dei testi. I Titanic erano influenzati dal movimento rock psichedelico dell'epoca (Uriah Heep, Santana,Led Zeppelin etc.) I loro primi singoli sono "I See no Reason" e "Searchin", tratti dal primo album dal titolo omonimo,pubblicato nel 1970 sotto etichetta Columbia Records. Gli archi e gli arrangiamenti degli ottoni delle tracce "Mary Jane" e "Firewater" sono opera di William Sheller, la cui carriera musicale era appena agli inizi.
Nell'ottobre 1971 , i Titanic raggiunsero il quinto posto nella UK Singles Chart con il brano "Sultana" tratto dal secondo album "Sea Wolf". La band si trasferisce nel sud della Francia, pubblicando nel 1973 il singolo "Macumba", tratto dal disco "Eagle Rock" salendo primi in classifica in Spagna. La band si sciolse nel 1979. Janne Løseth decise di intraprendere la carriera da solista, pubblicando singoli tra cui "Take Me Down" (bw. "Nobody's Man") e "I Wished I Was a Poet" (bw. "Dancing Girl"), diventando il cantante principale della band elettronica francese Space. 
Il gruppo ha continuato a registrare album, "Return of Drakkar" nel 1977 e "Eye of the Hurricane" nel 1979 sotto etichette indipendenti dando alcuni concerti fino al 1984 cadendo nell'oblio. Nel 1991, Løseth e Robinson riformarono i Titanic e registrarono l'album Lower the Atlantic. L'album fu ripubblicato come "Heart of Rock" nel 1993. Questa riunione dei Titanic fu di breve durata.
Una nuova riforma segue nel 2008 dando luce all'album "Ashes and Diamonds", seguendo concerti in Europa. Poco dopo, il cantante Roy Robinson subisce un ictus che lo ha costretto a lasciare la band. I membri rimanenti hanno comunque continuato a fare tournée con Janne alla voce sino al 2014. Nel 2006, Løseth riformò il Titanic con tre membri aggiuntivi: Mick Walker, Phil Wilton e Didier Blum. 
Hanno tenuto concerti dal vivo fino a settembre del 2013,periodo in cui la band annuncia lo scioglimento. 
Il cantante originale Roy Robinson muore l'8 giugno 2015 mentre Il fondatore della band Janne Løseth muore il 4 settembre 2019.
Intorno al 2000/2010, l'etichetta Repertoire Records ha ristampato i loro album. L'album Eagle Rock viene ristampato in CD con un bonus 1972: Rain 2000 / Blond e 1974: Macumba / Midnight Sadness.

## Curiosità
Nel 2021 "Macumba" è stata inserita nella soundtrack della serie televisiva Netflix "Sex Education"

## Formazione
- Kenny Aas
- Kjell Asperud
- John Lorck
- Janny Loseth
- Roy Robinson

## Discografia
- 1970 - Titanic
- 1971 - Sea Wolf
- 1973 - Eagle Rock
- 1975 - Ballad of a Rock 'n' Roll Loser
- 1977 - Return of Drakkar
- 1979 - Eye of the Hurricane
- 1994 - Lower the Atlantic